# Panzer Dragoon Orta
Panzer Dragoon Orta (パンツァードラグーン オルタ), également appelé Panzer Dragoon 4 ou, durant sa phase de développement, Panzer Dragoon Next, est un jeu vidéo en 3D de type shoot 'em up sorti exclusivement sur Xbox en 2002. Le jeu a été développé par Smilebit et édité par Sega. Il fait partie de la franchise Panzer Dragoon, dont il représente le seul volet sur Xbox.

## Système de jeu
Après Panzer Dragoon Saga, sorti près de cinq ans auparavant sur Sega Saturn, un nouvel épisode de la franchise Panzer Dragoon est proposé aux public. Revenant au genre d'origine du jeu, Panzer Dragoon Orta  est un shoot 'em up de type rail shooter.
Le jeu se décompose en dix niveaux, appelés « épisodes ».

## Développement
Le studio de développement, Smilebit, est composé d'anciens membres de la Team Andromeda, l'équipe à l'origine du premier épisode.